# 隆克平
隆克平，北京科技大学计算机与通信工程学院教授、院长。主要从事信号与信息智能处理方面的研究工作。担任《中国科学F辑：信息科学》编委，入选中华人民共和国教育部2008年度"长江学者"特聘教授。曾就读于电子科技大学。